# Inga saltensis
Inga saltensis är en ärtväxtart som beskrevs av Arturo Erhardo Erardo Burkart. Inga saltensis ingår i släktet Inga och familjen ärtväxter. IUCN kategoriserar arten globalt som sårbar. Inga underarter finns listade i Catalogue of Life.